# Habenaria vandenbergheniana
Habenaria vandenbergheniana là một loài thực vật có hoa trong họ Lan. Loài này được Geerinck mô tả khoa học đầu tiên năm 1987.